# Spaghettizacja
Spaghettizacja (spagetyzacja, spaghettifikacja, inaczej nazywana efektem makaronu) – zjawisko w astrofizyce, które polega na pionowym rozciągnięciu oraz horyzontalnym ściśnięciu w podłużny kształt (przez co ciało przypomina makaron spaghetti) pod wpływem ogromnego oraz zwartego pola grawitacyjnego. Jest to spowodowane przez krańcowe siły pływowe. W najbardziej skrajnych przypadkach, nieopodal czarnych dziur, rozciąganie jest tak mocne, że żaden obiekt nie może przeciwstawić się tej sile. W małym obszarze horyzontalne ściśnięcie równoważy pionowe rozciągnięcie, więc małe obiekty które zostaną zespaghettizowane, nie zmieniają swojej objętości.
Stephen Hawking opisuje to, jako lot fikcyjnego astronauty, który przechodzi przez horyzont czarnej dziury i jest „rozciągnięty jak spaghetti” poprzez gradient grawitacji (różnica w sile) od głowy do palców u stóp. Natomiast termin „spaghettizacja” został wymyślony wcześniej.

## Przykłady słabych oraz silnych sił pływowych
W polu grawitacyjnym spowodowanym punktem masowym lub masą sferyczną, dla jednolitej liny lub pręta zorientowanego w kierunku grawitacji, siła rozciągania przez zintegrowane siły pływowe działa ze środka do jednego z końców. To daje nam wzór:
{\displaystyle F={\frac {\mu lm}{4r^{3}}},} gdzie {\displaystyle \mu } oznacza standardowy parametr grawitacji masywnego ciała, {\displaystyle l} jest długością pręta lub liny, {\displaystyle m} jest masą, a {\displaystyle r} jest odległością od masywnego ciała. Dla niejednolitych obiektów siła rozciągania jest mniejsza, jeżeli większa część masy jest bliżej środka, oraz do dwóch razy większa, jeżeli więcej masy skupia się na końcach. W dodatku w pobliżu środku ciała występuje pozioma siła ściskająca.
Dla masywnych ciał, siły rozciągania są najsilniejsze przy powierzchni, a największa wartość jest zależna od średniej gęstości masywnego ciała (tak długo jak obiekt jest mało zależny od masywnego ciała). Na przykład dla liny o wadze 1 kg i długości 1 m i masywnego ciała o gęstości Ziemi, maksymalna siła rozciągania wynosi 0,4 μN.
Spowodowane dużą gęstością siły pływowe bliskie powierzchni białego karła są o wiele silniejsze, wywołując maksymalną siłę rozciągania do 0,24 Ν. Nieopodal gwiazdy neutronowej siły pływowe są jeszcze o wiele silniejsze: jeśli pręt (lub lina) ma wytrzymałość na rozciąganie 10 000 N i spada pionowo do gwiazdy neutronowej o masie 2,1 słońc, to zakłada się, że się nie stopi, zostałby rozerwany 190 km od centrum gwiazdy, znacznie powyżej powierzchni (typowy promień wynosi około 12 km).

### W pobliżu horyzontu zdarzeń czarnej dziury
Punkt, w którym siły pływowe zniszczą obiekty lub zabiją człowieka, zależny jest od masy czarnej dziury. Dla supermasywnej czarnej dziury, takiej jaka została odkryta w centrum naszej Galaktyki, punkt taki leży głęboko wewnątrz obszaru ograniczonego horyzontem zdarzeń. Dlatego astronauta mógłby przekroczyć horyzont zdarzeń, nie zauważając żadnego zgniatania ani rozciągania, chociaż pozostałoby tylko kwestią czasu dotarcie do niebezpiecznego rejonu, ponieważ wewnątrz horyzontu zdarzeń spadanie w kierunku środka czarnej dziury byłoby nieuniknione. W przypadku małych czarnych dziur, których promień Schwarzchilda jest o wiele bliższy osobliwości, siły pływowe zabiłyby każdego astronautę zanim dotarłby do horyzontu zdarzeń. Na przykład dla czarnej dziury o masie 10 słońc wspomniany wyżej pręt pękłby w odległości 320 km, daleko poza promieniem Schwarzschilda wynoszącym w tym wypadku 30 km. W przypadku czarnej dziury o masie 10 000 słońc, zdarzy się to w odległości 3200 km, wewnątrz promienia Schwarzschilda, który wynosi wtedy 30 000 km.